# سیارک ۱۳۹۲۱
سیارک ۱۳۹۲۱ (به انگلیسی: 13921 Sgarbini، نامگذاری:1985RP) سیزده هزار و نهصد و بیست و یکمین سیارک کشف شده‌است که در ۱۴ سپتامبر ۱۹۸۵ کشف شد.